# 성암여자중학교
성암여자중학교(誠庵女子中學校)는 대한민국 서울특별시 강북구 미아동에 있는 사립 중학교이다.

## 학교 연혁
- 1922년 11월 15일 : 성암 손창원 선생(1860-1926)이 경기도 고양군 숭인면 미아리 현 위치에 전국 최대 규모의 재단법인 인창의숙 설립
- 1926년 3월 6일 : 소암 손희장 선생(1884-1966)이 계승, 인창보통학교 경영
- 1959년 4월 20일 : 재단법인 성암학원 설립, 중등 여성교육을 시작
- 1960년 1월 14일 : 문보 제179호로 인창여자중학교 인가, 초대 교장 김대기 선생(1919-1973) 취임
- 1961년 3월 8일 : 제1회 졸업식 거행 20명 졸업
- 1964년 1월 24일 : 재단법인 성암학원을 학교법인 성암학원으로 명칭 변경 인가
- 1967년 3월 1일 : 교명을 성암여자중학교로 변경
- 2010년 5월 11일 : 인조잔디 운동장 개장
- 2012년 9월 27일 : 성암역사관 개관
- 2018년 2월 8일 : 제58회 졸업식(졸업생 200명, 누계 32,866명)
- 2021년 9월 1일 : 제11대 임창일 교장 취임
- 2023년 2월 8일 : 제63회 졸업식(졸업생 166명)
- 2023년 3월 2일 : 제66회 입학식

## 참고 자료
- 성암여자중학교 - 한국교육학술정보원 학교알리미